# Palazzo Pisanelli
Il palazzo Pisanelli è un palazzo monumentale di Napoli che si erge in via Pisanelli.
Fu eretto nel XV secolo su commissione della famiglia Pisanelli e rimaneggiato nel Settecento da Ferdinando Sanfelice, quando lo acquistò per il suo figlio Camillo.
La facciata di gusto barocco, sovrastata da una torre, nasconde dietro di essa un esempio di architettura quattrocentesca con un grazioso cortile ridecorato nel XVIII secolo con degli affreschi posti in un'edicola.
L'edificio versa in pessime condizioni.